# Idomene forficata
Idomene forficata är en kräftdjursart som beskrevs av Philippi 1843. Enligt Catalogue of Life ingår Idomene forficata i släktet Idomene och familjen Thalestridae, men enligt Dyntaxa är tillhörigheten istället släktet Idomene och familjen Pseudotachidiidae. Arten är reproducerande i Sverige. Inga underarter finns listade i Catalogue of Life.